# Château de Boucéel
Cet article possède un paronyme, voir Bucéels.
Le château de Boucéel est une demeure du XVIIIe siècle qui se dresse sur le territoire de l'ancienne commune française de Vergoncey, dans le département de la Manche, en région Normandie.
Le château est partiellement inscrit aux monuments historiques.

## Localisation
Le château est situé à 2,5 kilomètres à l'est de Vergoncey, commune déléguée de la commune nouvelle de Saint-James, dans le département français de la Manche.

## Historique
Le château de Boucéel, prononcé [buse], fut vraisemblablement bâti au milieu du XVIIIe siècle. Il fut en décembre 1795 le théâtre de la bataille de Boucéel.

## Description
Le château de Boucéel, de style classique, arbore un avant-corps central à pans coupés et des ailes basses couronnées de balustrades.
La chapelle voisine remonte au XVIe siècle.

## Protection aux monuments historiques
Les façades et les toitures ; la salle à manger ; la bibliothèque ; le boudoir et le grand salon du rez-de-chaussée avec leur décor et la chapelle sont inscrits au titre des monuments historiques par arrêté du 30 décembre 1986.